# Летняя школа (фильм)
«Летняя школа» (англ. Summer School) — американская молодёжная комедия 1987 года, снятая Карлом Райнером.

## Сюжет
В средней школе Оушэнфронт в конце учебного года обнаруживается некоторое количество учеников проваливших тест по английскому языку. Школьное руководство позволяет им переписать тест, но для этого им придётся посещать школу во время летних каникул. Неожиданно учитель английского языка, который должен был заниматься с отстающими, выигрывает в лотерею крупную сумму денег и бросает работу. Другие учителя также разбегаются на лето. Школьное начальство не находит ничего лучше, как закрепить за отстающими учителя физкультуры Фредди Шупа.
В первый же день работы на новом месте Фредди обращает внимание на Робин Бишоп, учительницу истории из соседнего кабинета. Он пытается приглашать её на свидания, но у него есть конкурент в лице Фила Гиллса, заместителя директора. Поначалу Шуп не понимает, как преподавать английский язык этим детям. Ученики также вообще не проявляют никакого интереса к учёбе. Чтобы не сидеть без дела в кабинете, они предлагают учителю физкультуры оформлять их уроки как выездные занятия. Таким образом, класс проводит время в парке развлечений, контактном зоопарке или на пляже. Однако, после того как одна из родительниц жалуется на такое необычное обучение своего ребёнка, Фредди угрожают увольнением. Ему приходится всерьёз браться за право преподавать. Остаётся только как-то заставить этих детей учиться.
Шуп заключает с учениками договор. Они будут старательно учиться, а он в свою очередь исполнит по одному желанию каждого из них. Кто-то просит от него вечеринку, кто-то уроки вождения, кто-то уроки футбола, кто-то совместный просмотр фильма «Техасская резня бензопилой», беременная девушка просит, чтобы Фредди позанимался с ней техникой Ламаза и т. д. Шупу приходится проходить через множество трудностей, выполняя эти поручения. Однажды он вообще оказывается в тюрьме, когда пытается спасти учеников от полиции, после того как их поймали за распитием крепкого алкоголя на пляже. В конце концов, наступает день, к которому они все всё это время готовились — день контрольного теста.

## В ролях
- Марк Хэрмон — Фредди Шуп
- Кёрсти Элли — Робин Бишоп
- Робин Томас — заместитель директора Фил Гиллс
- Патрик Лабьорто — Кевин Винчестер
- Кортни Торн-Смит — Пэм Хаус
- Дин Кэмерон — Фрэнсис «Бензопила» Грэмп
- Гари Райли — Дейв Фрейзер
- Ричард Стивен Хорвиц — Алан Икиан
- Келли Джо Минтер — Дэниз Грин
- Шони Смит — Ронда Альтобелло
- Кен Оландт — Ларри Казамиас
- Фабиана Уденио — Анна-Мария Мазарелли
- Дуан Дэвис — Джером Уоткинс
- Бо Старр — мистер Грэмп
- Люси Ли Флиппин — мисс Гюра
- Том Трауп — судья
- Фрэнсис Маккарти — директор Кэлбан

## Саундтрек
Альбом Summer School был выпущен на лейбле Chrysalis в 1987 году. На альбом не попали песни «Papa’s Got a Brand New Bag» Джеймса Брауна и «Party All the Time» Эдди Мерфи, хотя они звучали в фильме. Песня «Mind over Matter» была выпущена синглом. Первоначально вокал для этой композиции записала Дебби Харри, но лейбл не позволил выпускать песню с её вокалом. Песня была перезаписана с участием Элизабет Дэйли. Композиция достигла 7 места в танцевальном чарте Billboard. На неё был снят видеоклип, в съёмках которого приняли участие герои фильма. Клип был в ротации на MTV.

### Список композиций
1. Oingo Boingo — «Happy» (3:57)
2. Elizabeth Daily — «Mind over Matter» (4:21)
3. Elisa Fiorillo — «Jackie» (3:41)
4. Tonio K — «I’m Supposed to Have Sex with You» (5:00)
5. Elizabeth Daily — «Seduction» (3:41)
6. Paul Engemann — «Brain Power» (4:09)
7. Tami Show — «All I Want from You» (5:09)
8. Tone Norum — «Second Language» (3:40)
9. The Fabulous Thunderbirds — «My Babe» (2:36)
10. Billy Burnette — «Get an Education» (3:45)

## Рецензии
Фильм имеет смешанные отзывы от критиков. На сайте Rotten Tomatoes рейтинг свежести фильма 61 %. У него 17 положительных отзывов из 28 и средний рейтинг 5.5/10. На сайте Metacritic у фильма 27 баллов из 100, на основе мнения 9 критиков.
Роджер Эберт поставил фильму половину одной звезды из четырёх. Эберт назвал фильм «вялым», который сразу же улетучивается из головы после просмотра.
Фильм собрал в прокате $35 млн и оказался на 32 месте по сборам за 1987 год.